# Barwy (film)
Barwy (ang. Colors, alternatywny polski tytuł Kolory) – amerykański kryminał z 1988 roku.

## Fabuła
Trwa wojna gangów między reprezentującymi barwy niebieskie (Crips), a reprezentującymi czerwone (Bloods). Walkę z nimi prowadzi Bob Hodges (Robert Duvall) – stary, doświadczony policjant, który marzył o pracy za biurkiem. Jego partnerem zostaje młody, gwałtowny Danny McGavin (Sean Penn).

## Główne role
- Sean Penn – Danny McGavin / „Pac Man”
- Robert Duvall – Bob Hodges
- Maria Conchita Alonso – Louisa Gomez
- Randy Brooks – Ron Delaney
- Grand L. Bush – Larry Sylvester / „Looney Tunes”
- Don Cheadle – Rocket
- Gerardo Mejía – Bird
- Glenn Plummer – Clarence High Top Brown
- Rudy Ramos – Melindez